# Euxoa cinchonina
Euxoa cinchonina is een vlinder uit de familie van de uilen (Noctuidae). De wetenschappelijke naam van de soort is, als Agrotis cinchonina, voor het eerst geldig gepubliceerd in 1852 door Guenée.
De soort komt voor in tropisch Afrika.